# Mercedes-Benz OM 646/OM 647/OM 648
Der OM 646 von Mercedes-Benz ist ein Vierzylinder-Dieselmotor mit Common-Rail-Direkteinspritzung. Fahrzeuge mit diesem Motortyp tragen überwiegend 200 CDI und 220 CDI in der Verkaufsbezeichnung. Der Motortyp stellt eine Weiterentwicklung des OM 611 dar.
Der Artikel behandelt auch die Motoren OM 647 (270 CDI) mit fünf Zylindern und OM 648 (280 CDI, 320 CDI) mit sechs Zylindern, ebenfalls Reihenmotoren, die mit dem OM 646 technisch eng verwandt sind, sowie den Vierzylinder OM 644 als Variante für den Quereinbau im Chrysler PT Cruiser.
Diese Motoren wurden im Wesentlichen in den Jahren 2002 bis 2010 in mehreren Baureihen, unter anderem in der C- und E-Klasse, als Sechszylinder auch in der S-Klasse sowie in Transportern (Sprinter) eingebaut.

## Technik

### Allgemein
Bei dem Mercedes-Benz OM 646 handelt es sich um einen Vierzylinder-Dieselmotor mit zwei obenliegenden Nockenwellen, welche die 16 Ventile über Hydrostößel betätigen. Erstmals wurde der OM 646 zur Markteinführung der E-Klasse unter der Bezeichnung E 220 CDI verkauft. Im direkten Vergleich zum Vorgänger konnte der Verbrauch nochmals gesenkt und die Motorleistung erhöht werden. Verantwortlich hierfür sind Modifikationen an über 80 Bauteilen. Zur kontinuierlichen Einhaltung der Abgaswerte wurde ein On-Board-Diagnose-System verbaut, welches alle abgasrelevanten Bauteile im Motor und Abgassystem überwacht. Zur Verbesserung der Laufruhe wurden die leistungsstärkeren Modelle (220 CDI) mit zwei Lanchester-Ausgleichswellen ausgestattet. Sie rotieren zueinander gegenläufig mit doppelter Kurbelwellendrehzahl und eliminieren auftretende Massenkräfte, die durch die Kolbenbewegung entstehen.
Die mechanische Kraftstoffförderpumpe wurde durch eine elektrische Variante ersetzt, die ihren Dienst im Tank verrichtet. Um eine ausreichende Innenraumbeheizung zu gewährleisten, wurde ein PTC-Zuheizer eingebaut. Im Vergleich zum Vorgänger wird hier nicht das Kühlmittel erhitzt, sondern nur die in den Innenraum strömende Luft. Ab 2003 wurde zunächst optional, später serienmäßig ein Dieselrußpartikelfilter angeboten, der die Abgasnorm Euro 4 erfüllte.
Der Motortyp OM 644 ist eine Sonderversion des OM 646 für den Frontantriebs-Quereinbau in den Chrysler PT Cruiser. Er wurde in zwei Leistungsstufen zunächst für die Abgasklasse Euro 3, dann für Euro 4 herausgebracht.

### Einspritzung

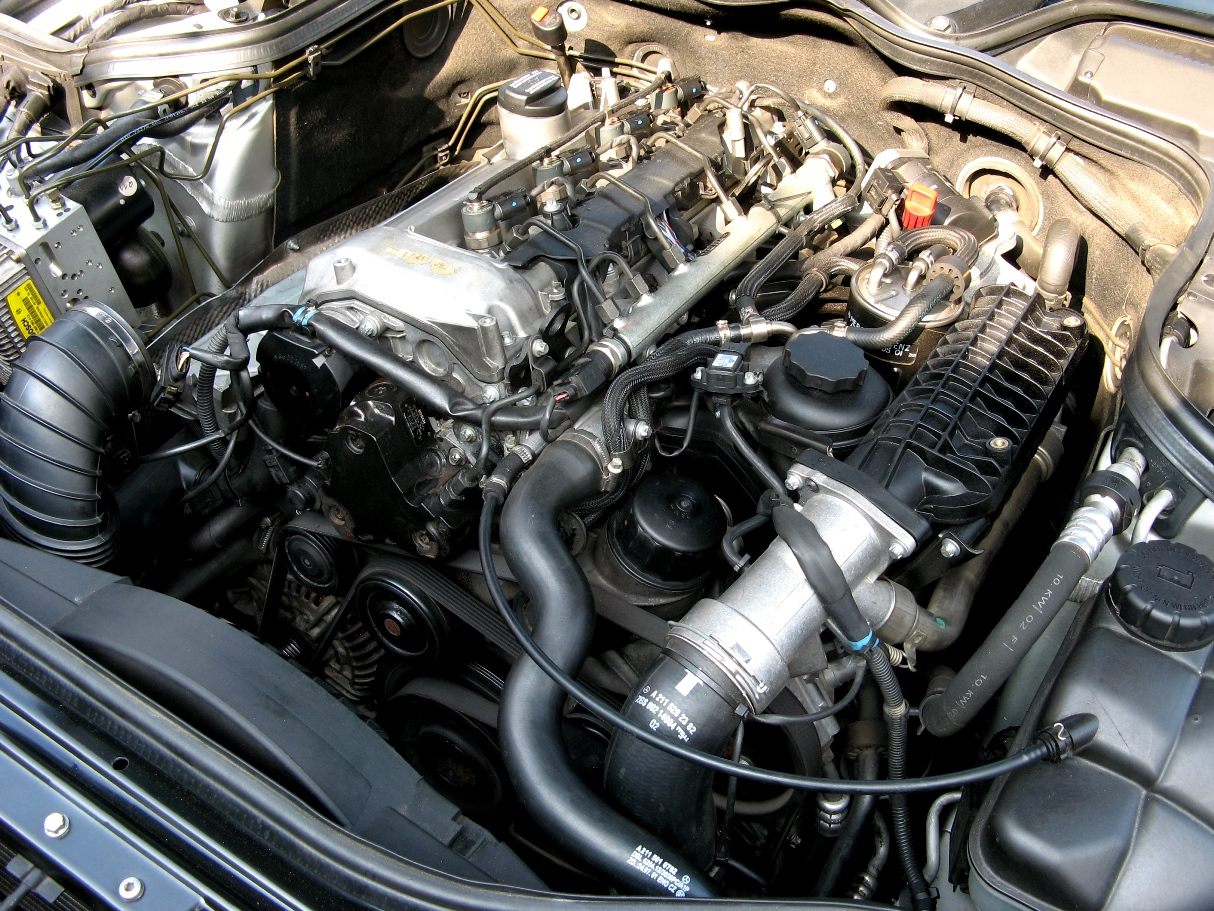
OM 646 DE 22 LA Motor ohne Ansauggeräuschdämpfer und Akustikabdeckung

Erstmals kam mit diesem Motorentyp eine Common-Rail-Direkteinspritzung der 3. Generation zum Einsatz. System-Zulieferer war Bosch. Die Kraftstoffverteilung erfolgt wie bisher über eine gemeinsame Kraftstoffleitung (Common Rail), in der der Kraftstoffdruck durch eine Hochdruckpumpe kontinuierlich hoch gehalten wird. Der Systemdruck wurde im Vergleich zum Vorgängermotor erhöht. Durch die Leitung gelangt der Kraftstoff in die magnetventilgesteuerten Einspritzdüsen, aus denen er mit einem Druck von bis zu 1600 bar durch sieben Löcher in den Brennraum eingespritzt wird. Die neuen Einspritzdüsen verteilen den Kraftstoff noch feiner im Brennraum. Neu ab diesem Motorentyp sind zweifache Piloteinspritzungen, mittels derer eine kleine Kraftstoffmenge vor der eigentlichen Verbrennung in den Zylinder eingebracht und dort verbrannt wird. Dadurch heizt sich der Brennraum effektiver vor, womit der Temperatur- und Druckanstieg bei der Hauptverbrennung gesenkt wird. Dies sorgt für eine verbesserte Laufruhe. Die Regelung der Hochdruck-Kraftstoffpumpe erfolgt volumenstrom- und druckgesteuert über ein Mengenregelventil und ein Druckregelventil.

### Aufladung
Der Motor wird, wie beim OM 611 der CDI-Baureihe II, durch einen Turbolader mit Variabler Turbinen-Geometrie aufgeladen. Er hat auf der Abgasseite verstellbare Leitschaufeln, die für einen schnelleren Aufbau des Ladedrucks sorgen. Dadurch verbessert sich die Zylinderfüllung und damit auch das Drehmoment. Das sogenannte Turboloch wird dadurch reduziert. Die Ladedruckregelung wird durch die Verstellung der Leitschaufeln erreicht. Diese wird im Gegensatz zum Vorgängermodell elektronisch gesteuert. Ausgenommen davon sind die Motoren im Sprinter. Diese werden in den etwas höher motorisierten Fahrzeugen über einen Hoch- und einen Niederdruck-Lader (zweistufige Aufladung) per Unterdruck realisiert. Dabei kommt eine Ladedruckregelklappe und ein Wastegate zum Einsatz, welches die Effizienz und das Ansprechverhalten des Motors wesentlich verbessert.
Um die verdichtete heiße Ladeluft herunterzukühlen und so mehr Sauerstoff in den Brennraum zu bringen, ist ein Ladeluftkühler verbaut.

### Ansaugtrakt
Im Ansaugtrakt des OM 646 kommt die bereits aus dem OM 611 bekannte EKAS (Einlasskanalabschaltung) zum Einsatz. Von den zwei Einlasskanälen je Zylinder kann bei niedrigen Drehzahlen ein Kanal, der Tangentialkanal, abgeschaltet werden. Die angesaugte Luft strömt nun gänzlich durch den speziell geformten zweiten Kanal, den Drallkanal. Der entstehende Drall führt zu einer besseren Gemischbildung, wodurch eine bessere Verbrennung erreicht wird. Die EKAS wird elektronisch angesteuert und arbeitet stufenlos. Abweichend zum Vorgänger wurde das pneumatisch geregelte Abgasrückführventil durch eine elektronisch gesteuerte Variante ersetzt. Es reduziert den Luftüberschuss und senkt die Temperaturen, indem Abgase der angesaugten Frischluft zugeführt werden. Dadurch werden die Stickoxid-Emissionen und Verbrennungsgeräusche reduziert. Zur Regelung der Abgasrückführung wird ein Heißfilm-Luftmassenmesser verbaut, der eine genaue Messung der angesaugten Luftmasse ermöglicht.

## OM 644
Für die Kooperation mit Chrysler in den USA wurde vorweg schon ab dem Jahr 2000 eine Vierzylinder-Version für den Quereinbau in den Chrysler PT Cruiser als 2.2 CRD konzipiert. Diese Layout-Änderung ist auch als Vorläufer der späteren A- und B-Klassen-Motorisierung anzusehen, ebenfalls für den Quereinbau. Zunächst glich sie im Brennverfahren und sonstiger Technik noch dem Vorgängertyp OM 611, leitete aber schon die Benummerung der nächsten Motorengeneration ein. Im Zuge der Weiterentwicklung der CDI-Technik erhielt dann auch der PT Cruiser eine Motorversion mit höherer Leistung und besserer Abgasklassifikation Euro 4, siehe den Folge-Abschnitt zum EVO.

## OM 646 EVO
Im Jahr 2006 wurde der OM 646 EVO im Rahmen der Modellpflege der E-Klasse vorgestellt. Er ist eine weiterentwickelte Variante des OM 646, bei dem über 90 Bauteile modifiziert wurden. Das Verdichtungsverhältnis wurde von bisher 18,0 : 1 auf 17,5 : 1 gesenkt, indem höhere Kolben und kürzere Pleuel eingebaut wurden. Darüber hinaus wurde ein neuer Turbolader mit geänderter Ladeluftkühlung verbaut. Ein Körperschallsensor im Einspritzsystem erlaubt eine bedarfsgerechtere Dosierung des Kraftstoffs. Der Zylinderkopf wurde umgestaltet, um eine noch effektivere Motorkühlung zu erreichen. Die Luftführung wurde ebenfalls neu konzipiert. Dadurch konnten Druckverlust und Geräuschemissionen reduziert werden. Für ein verbessertes Motorstart- und Kaltlaufverhalten wurden die Glühkerzen aus Keramik statt Metall gefertigt. Sie ermöglichen höhere Glühtemperaturen. Die bisher aus den stärkeren Varianten bekannten Ausgleichswellen hielten in alle OM 646 EVO-Motoren Einzug. Mit der Überarbeitung erreichten die Motoren dann die Abgasklasse Euro 4 (zuvor Euro 3).

## Fünfzylinder OM 647 und Sechszylinder OM 648
Die Änderungen des OM 611 zum OM 646 wurden mit Ausnahme der Ausgleichswellen auch für die Baureihen OM 612 (Fünfzylinder) und OM 613 (Sechszylinder) übernommen. So entstanden die Baureihen OM 647 und OM 648, welche sich vom OM 646 konstruktiv durch die Zylinderanzahl unterscheiden; Bohrung und Hub sind bei allen Motoren dieser Motorenfamilie gleich. Die Modifikationen des OM 646 EVO (Vierzylinder) kamen den Baureihen OM 647 (Fünfzylinder) und OM 648 (Reihen-Sechszylinder) nicht mehr zugute, da diese durch schwächere Varianten des nachfolgenden V6-Motors OM 642 abgelöst wurden.

## Daten
| Verkaufsbezeichnung                                                             | Motortyp *                   | Baumuster       | Leistung bei (1/min)     | Drehmoment bei (1/min)              | Bauzeit                   |
| ------------------------------------------------------------------------------- | ---------------------------- | --------------- | ------------------------ | ----------------------------------- | ------------------------- |
| 4-Zylinder                                                                      |                              |                 |                          |                                     |                           |
| Hubraum: 2148 cm³, Bohrung × Hub: 88 × 88,3 mm                                  |                              |                 |                          |                                     |                           |
| Chrysler PT Cruiser 2.2 CRD                                                     | OM 644 DE 22 LA (Quereinbau) | 644.981         | 89 kW (121 PS) bei 4200  | 300 Nm bei 1600–2600                | 2000–2005                 |
| Chrysler PT Cruiser 2.2 CRD                                                     | OM 644 DE 22 LA (Quereinbau) | 644.982         | 110 kW (150 PS) bei 4000 | 330 Nm bei 1800–3200                | 2006–2010                 |
| Vito 109 CDI (W 639)                                                            | OM 646 DE 22 LA red.         | 646.983         | 65 kW (88 PS) bei 3800   | 220 Nm bei 1400–2500                | 2003–2006                 |
| Vito 109 CDI (W 639)                                                            | OM 646 DE 22 LA red.         | 646.983         | 70 kW (95 PS) bei 3800   | 250 Nm bei 1400–2600                | 2006–2010                 |
| Vito 111 CDI, Viano 2.0 CDI (W 639)                                             | OM 646 DE 22 LA red.         | 646.982 red.    | 80 kW (109 PS) bei 3800  | 290 Nm bei 1600–2500                | 2003–2006                 |
| Vito 111 CDI, Viano 2.0 CDI (W 639)                                             | OM 646 DE 22 LA red.         | 646.982 red.    | 85 kW (116 PS) bei 3800  | 290 Nm bei 1600–2600                | 2006–2010                 |
| Vito 111 CDI, Viano 2.0 CDI (W 639)                                             | OM 646 DE 22 LA red.         | 646.982 red.    | 80 kW (109 PS) bei 3800  | 290 Nm bei 1600–2400                | 2006–2010 (nur 4MATIC)    |
| C 200 CDI (W/S/CL 203)                                                          | OM 646 DE 22 LA red.         | 646.962         | 90 kW (122 PS) bei 4200  | 270 Nm bei 1600–2800                | 2003–2007                 |
| Vito 115 CDI Viano 2.2 CDI (W 639)                                              | OM 646 DE 22 LA              | 646.982         | 110 kW (150 PS) bei 3800 | 330 Nm bei 1800–2400                | 2003–2010                 |
| Sprinter 209 CDI, 309 CDI, 509 CDI (W 906)                                      | OM 646 DE 22 LA              | 646.984         | 65 kW (88 PS) bei 3800   | 220 Nm bei 1600–2600                | 2006–2009                 |
| Sprinter 211 CDI, 311 CDI, 411 CDI, 511 CDI (W 906)                             | OM 646 DE 22 LA              | 646.985         | 80 kW (109 PS) bei 3800  | 280 Nm bei 1600–2400                | 2006–2009                 |
| Sprinter Classic 311 CDI                                                        | OM 646 DE 22 LA              |                 | 80 kW (109 PS) bei 3800  | 280 Nm bei 1600–2400                | 2013–heute                |
| Sprinter 213 CDI, 313 CDI (W 906)                                               | OM 646 DE 22 LA              | 646.986         | 95 kW (129 PS) bei 3800  | 305 Nm bei 1200–2400                | 2006–2009                 |
| Sprinter Classic 413 CDI                                                        | OM 646 DE 22 LA              |                 | 100 kW (136 PS) bei 3800 | 320 Nm bei 1800–2200                | 2013–heute                |
| Sprinter 215 CDI, 315 CDI, 415 CDI, 515 CDI (W 906)                             | OM 646 DE 22 LA              | 646.989 646.990 | 110 kW (150 PS) bei 3800 | 330 Nm bei 1200–2400                | 2006–2009                 |
| C 220 CDI (W/S/CL 203)                                                          | OM 646 DE 22 LA              | 646.963         | 105 kW (143 PS) bei 4200 | 340 Nm bei 2000                     | 2003–2004                 |
| C 220 CDI (W/S/CL 203)                                                          | OM 646 DE 22 LA              | 646.963         | 110 kW (150 PS) bei 4200 | 340 Nm bei 2000                     | 2004–2007                 |
| C 200 CDI (W/S 204)                                                             | OM 646 DE 22 LA EVO red.     | 646.811 red.    | 100 kW (136 PS) bei 3800 | 270 Nm bei 1600–3000                | 2007–2009                 |
| C 200 CDI BlueEFFICIENCY (W 204)                                                | OM 646 DE 22 LA EVO red.     | 646.812         | 100 kW (136 PS) bei 3800 | 270 Nm bei 1600–3000                | 2008–2009                 |
| C 220 CDI (W/S 204)                                                             | OM 646 DE 22 LA EVO          | 646.811         | 125 kW (170 PS) bei 3800 | 400 Nm bei 2000                     | 2007–2009                 |
| CLC 200 CDI (CL 203)                                                            | OM 646 DE 22 LA red.         | 646.962         | 90 kW (122 PS) bei 4200  | 270 Nm bei 1600–2800                | 2008–2010                 |
| CLC 220 CDI (CL 203)                                                            | OM 646 DE 22 LA              | 646.963         | 110 kW (150 PS) bei 4200 | 340 Nm bei 2000                     | 2008–2010                 |
| CLK 220 CDI (W 209)                                                             | OM 646 DE 22 LA              | 646.966         | 110 kW (150 PS) bei 4200 | 340 Nm bei 2000                     | 2005–2009                 |
| E 200 CDI (W 211)                                                               | OM 646 DE 22 LA red.         | 646.951         | 75 kW (102 PS) bei 4200  | 235 Nm bei 1800                     | 2003–2006 (Taxi-Variante) |
| E 200 CDI (W 211)                                                               | OM 646 DE 22 LA red.         | 646.951         | 90 kW (122 PS) bei 4200  | 270 Nm bei 1400–2800                | 2003–2006                 |
| E 200 CDI (W/S 211)                                                             | OM 646 DE 22 LA EVO red.     | 646.820 646.821 | 100 kW (136 PS) bei 3800 | 340 Nm bei 2000                     | 2006–2009                 |
| E 220 CDI (W/S/VF 211)                                                          | OM 646 DE 22 LA              | 646.961         | 110 kW (150 PS) bei 4200 | 340 Nm bei 2000                     | 2002–2006                 |
| E 220 CDI (W/S/VF 211)                                                          | OM 646 DE 22 LA EVO          | 646.821         | 125 kW (170 PS) bei 3800 | 400 Nm bei 2000                     | 2006–2009                 |
| 5-Zylinder                                                                      |                              |                 |                          |                                     |                           |
| Hubraum: 2685 cm³, Bohrung × Hub: 88 × 88,3 mm                                  |                              |                 |                          |                                     |                           |
| E 270 CDI (W/S/VF 211)                                                          | OM 647 DE 27 LA              | 647.961         | 130 kW (177 PS) bei 4200 | 400 Nm bei 1800–2600 (425 bei 2000) | 2002–2005                 |
| Dodge Sprinter 316 CDI, 416 CDI (W 901–905) (nur Vereinigte Staaten und Kanada) | OM 647 DE 27 LA              | 647.981         | 115 kW (156 PS) bei 3800 | 330 Nm bei 1400–2400                | 2003–2006                 |
| 6-Zylinder                                                                      |                              |                 |                          |                                     |                           |
| Hubraum: 3222 cm³, Bohrung × Hub: 88 × 88,3 mm                                  |                              |                 |                          |                                     |                           |
| E 280 CDI (W/S 211)                                                             | OM 648 DE 32 LA red.         | 648.961 red.    | 130 kW (177 PS) bei 4200 | 425 Nm bei 1800–2600                | 2005                      |
| E 320 CDI (W/S 211)                                                             | OM 648 DE 32 LA              | 648.961         | 150 kW (204 PS) bei 4200 | 500 Nm bei 1800                     | 2003–2005                 |
| S 320 CDI (W/V 220)                                                             | OM 648 DE 32 LA              | 648.960         | 150 kW (204 PS) bei 4200 | 500 Nm bei 1800                     | 2002–2005                 |

* Der Motortyp ist wie folgt verschlüsselt:
OM = Ölmotor (Diesel), Baureihe = 3-stellig, DE = Direkteinspritzung, Hubraum = Deziliter (gerundet), L = Ladeluftkühlung, A = Abgasturbolader, red. = leistungsreduziert, EVO = Weiterentwicklung